# موکپو
موکپو
شهر موکپو (به کره‌ای: 목포) (به انگلیسی: Mokpo) با جمعیت  ۲۴۴٫۸۸۸  نفر در ایالت  جئولانام-دو در کشور کره‌جنوبی واقع شده‌است.

## نگارخانه

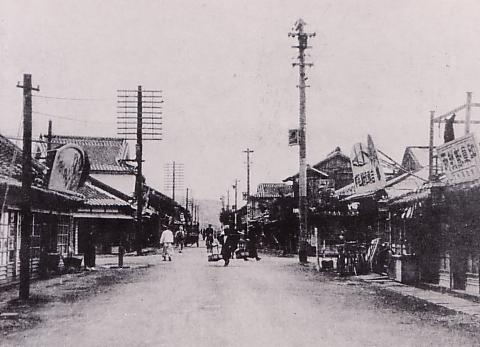
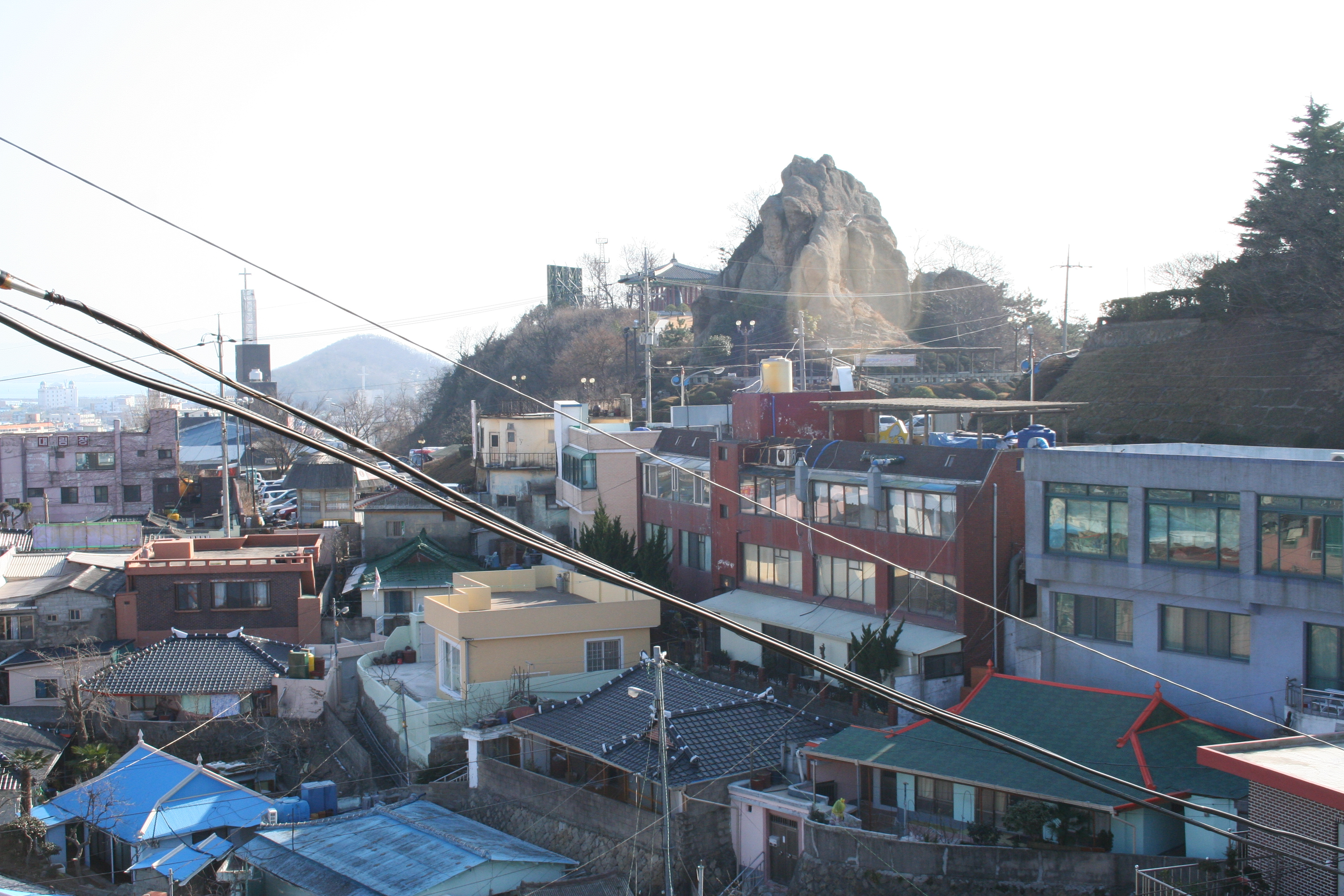
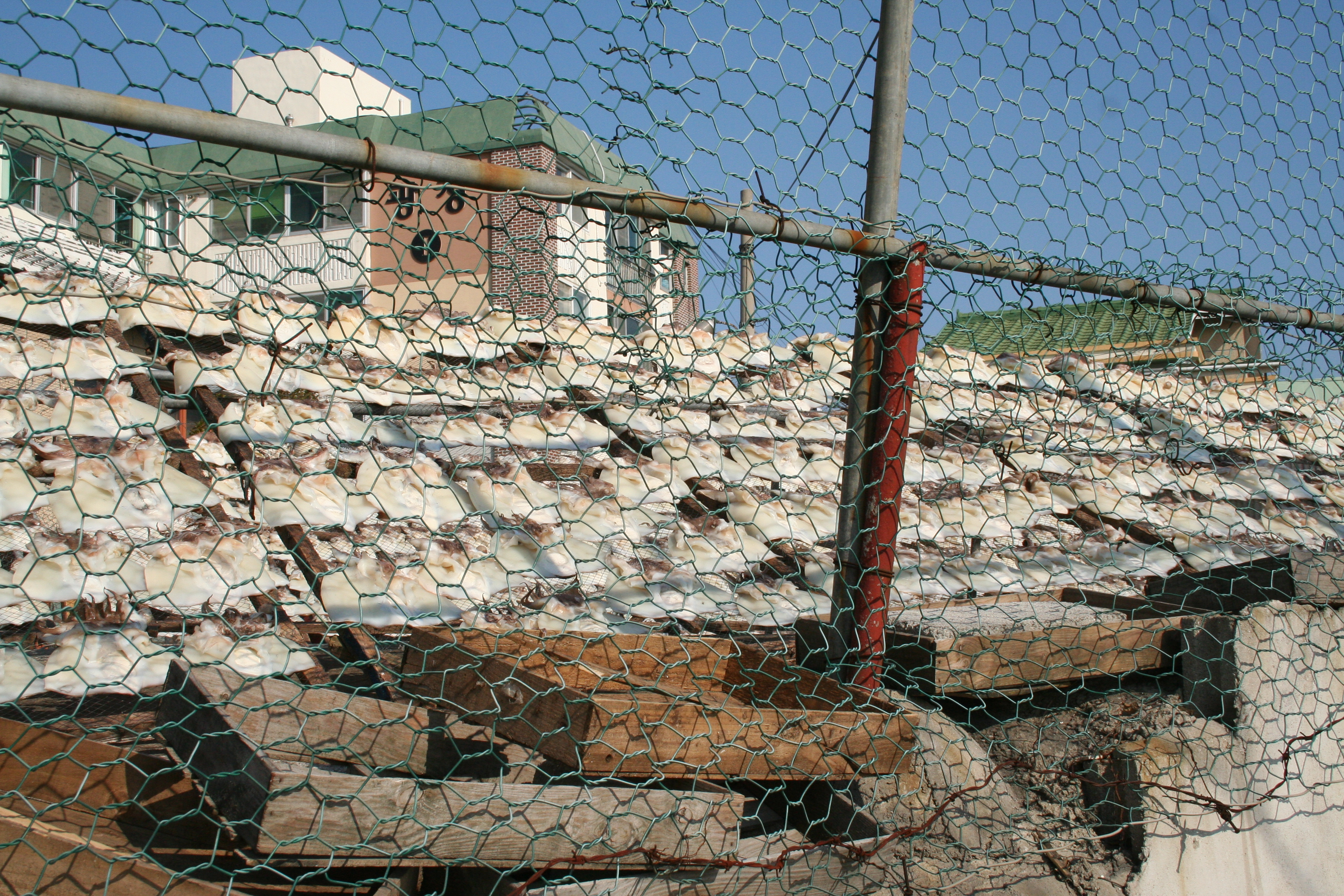
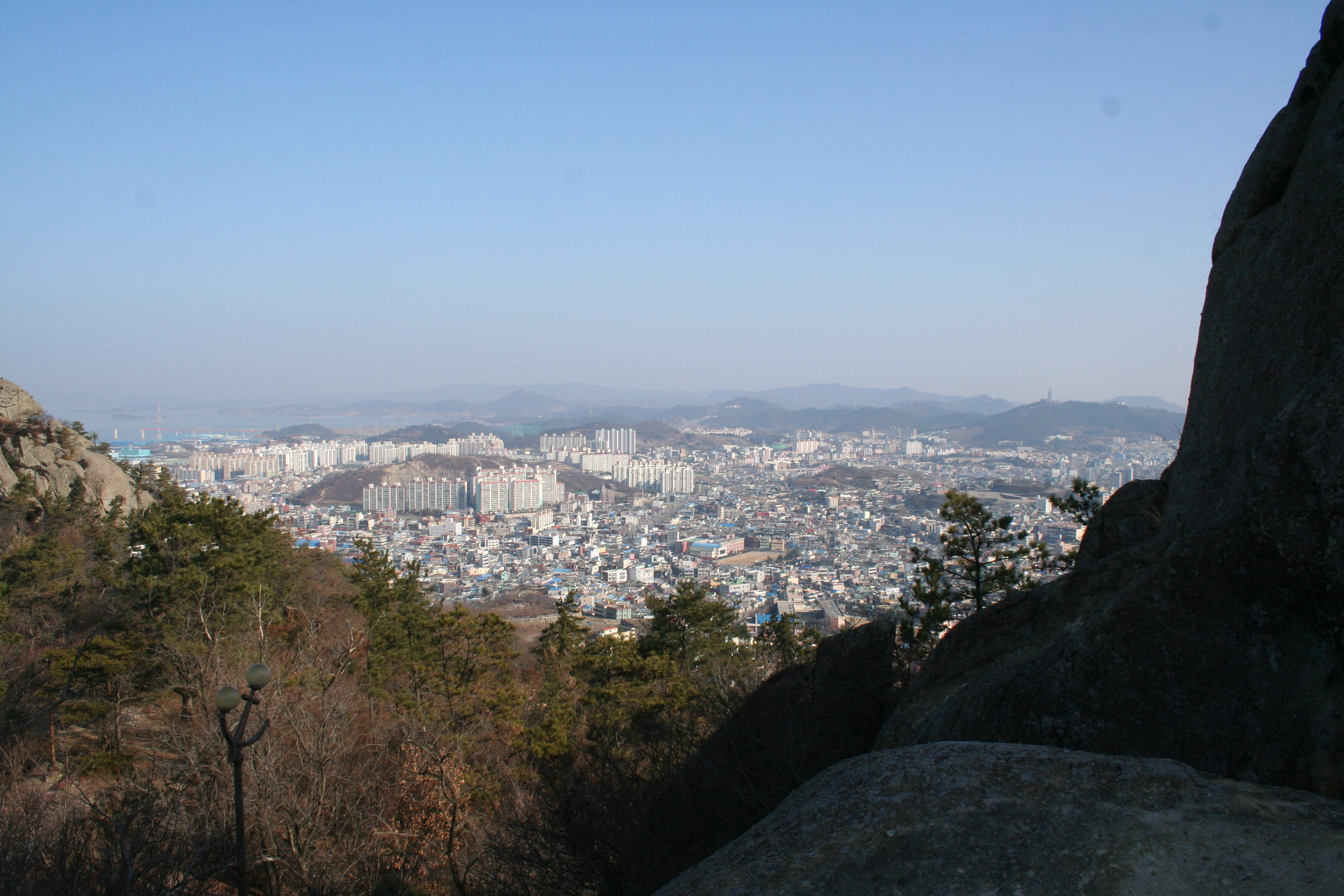
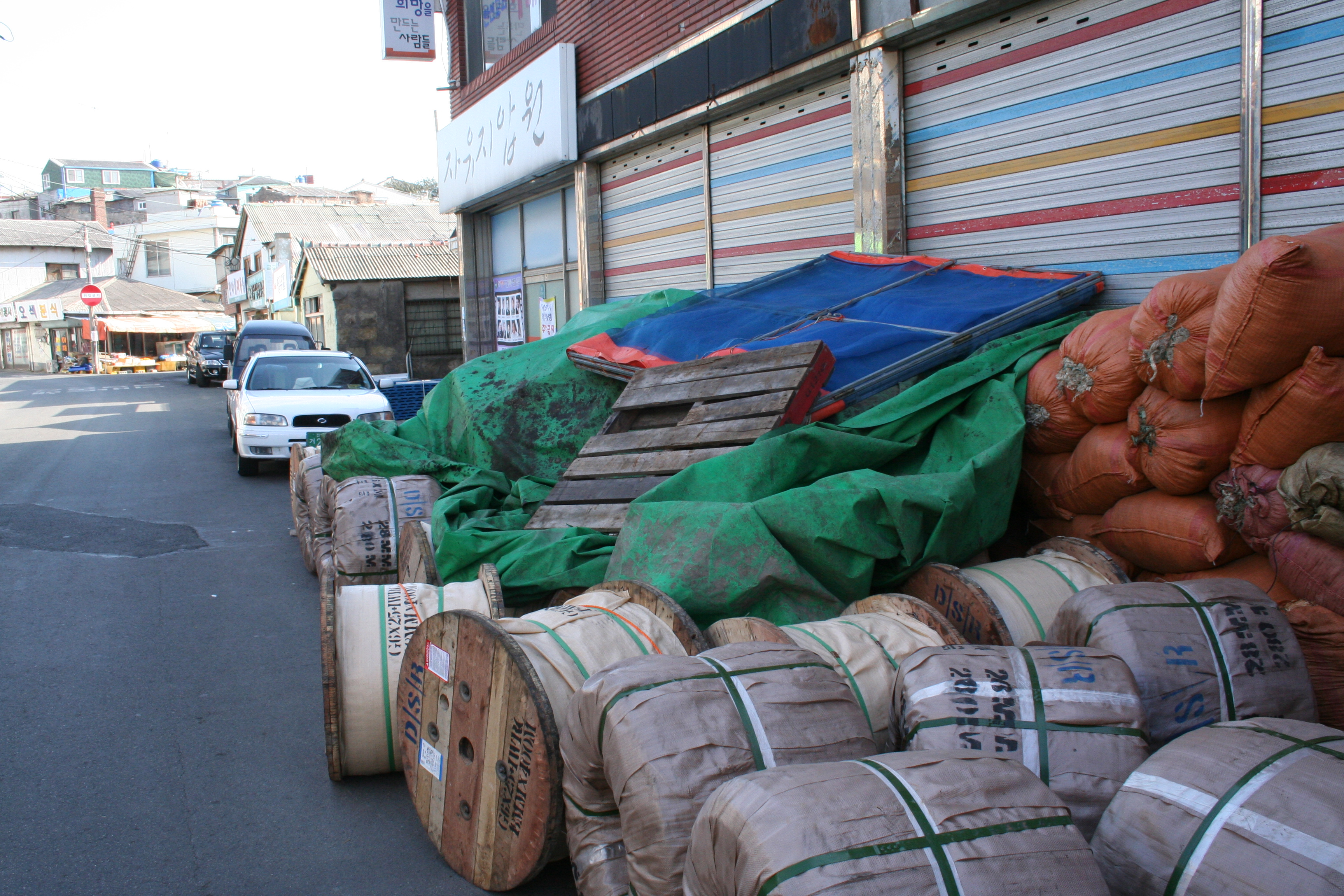
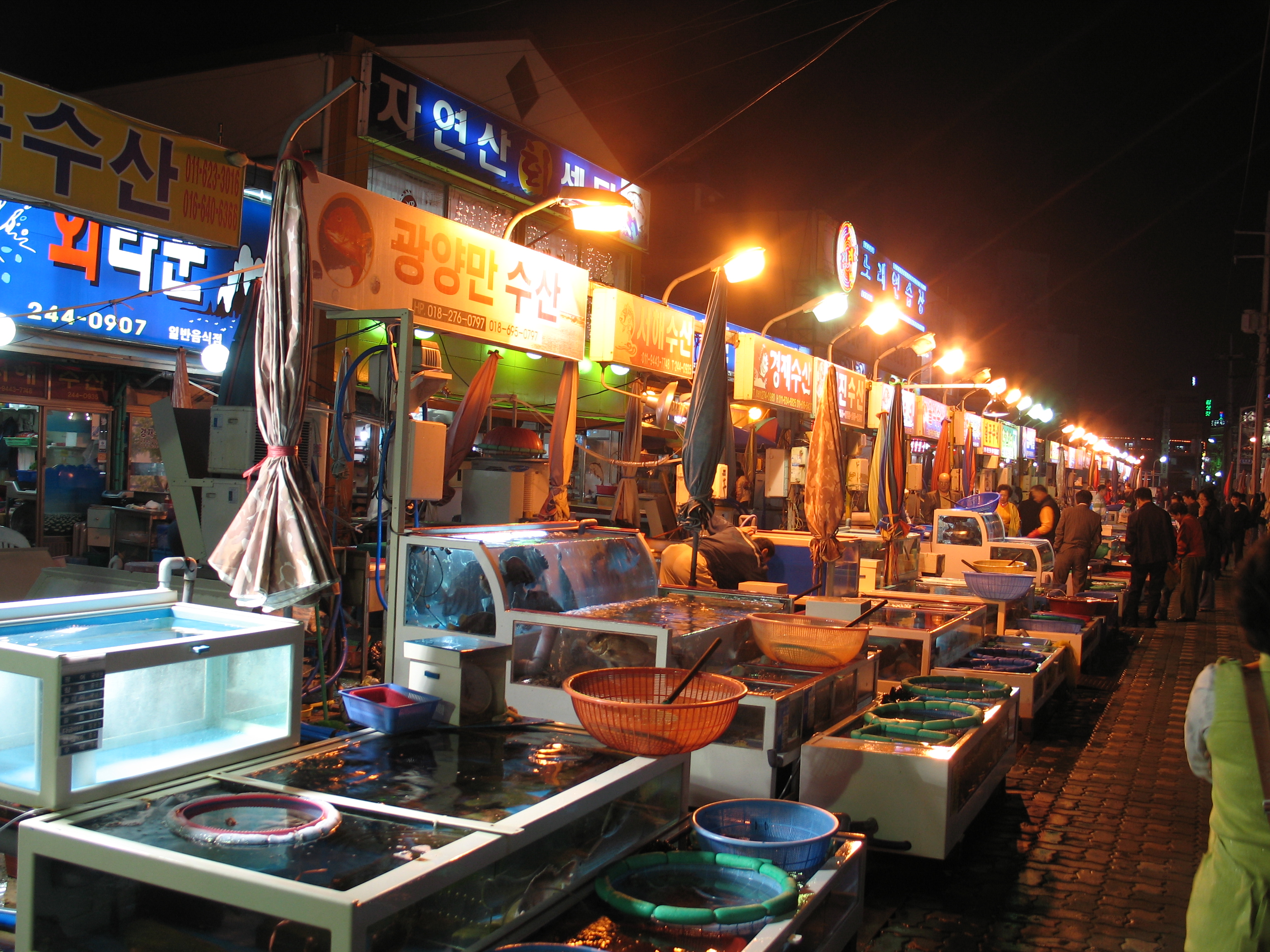